# Chris Lacor
Christian (Chris) Lacor (Wilrijk, 30 juni 1956) is een Belgisch hoogleraar en ingenieur.

## Leven en werk
Prof. dr. ir. Lacor werd in 1956 in Wilrijk geboren. Hij studeerde elektromechanica aan de Vrije Universiteit Brussel en promoveerde in 1986 op het proefschrift A Computational Method for Steady, Three-Dimensional, Inviscid, Subsonic Flows. Hij begon zijn carrière als onderzoeker bij de IWONL, waarna hij in 1980 tevens onderzoeker werd bij het Nationaal Fonds voor Wetenschappelijk Onderzoek. Tot 1987 werkte Lacor aldaar als senior onderzoeker. Van 1988 tot 1990 was hij werkzaam als senior wetenschappelijk onderzoeker bij de faculteit techniek van de Vrije Universiteit Brussel. Nadien werd hij achtereenvolgens docent en hoofddocent bij de VUB. Sinds 2001 is Lacor werkzaam als hoogleraar bij dezelfde universiteit. Tevens is hij voorzitter van de Research Group Fluid Mechanics and Thermodynamics.